# Drepanosticta drusilla
Drepanosticta drusilla is een libellensoort uit de familie van de Platystictidae, onderorde juffers (Zygoptera).
De wetenschappelijke naam van de soort is voor het eerst geldig gepubliceerd in 1934 door Lieftinck.